# Swartz Creek
Swartz Creek es una ciudad ubicada en el condado de Genesee en el estado estadounidense de Míchigan. En el Censo de 2010 tenía una población de 5758 habitantes y una densidad poblacional de 549,48 personas por km².

## Geografía
Swartz Creek se encuentra ubicada en las coordenadas 42°57′47″N 83°49′30″O / 42.96306, -83.82500. Según la Oficina del Censo de los Estados Unidos, Swartz Creek tiene una superficie total de 10.48 km², de la cual 10.47 km² corresponden a tierra firme y (0.05%) 0.01 km² es agua.

## Demografía
Según el censo de 2010, había 5758 personas residiendo en Swartz Creek. La densidad de población era de 549,48 hab./km². De los 5758 habitantes, Swartz Creek estaba compuesto por el 91.65% blancos, el 5.07% eran afroamericanos, el 0.21% eran amerindios, el 0.8% eran asiáticos, el 0% eran isleños del Pacífico, el 0.47% eran de otras razas y el 1.81% pertenecían a dos o más razas. Del total de la población el 2.26% eran hispanos o latinos de cualquier raza.